# Ten Summoner’s Tales
| Оценки критиков               | Оценки критиков |
| Источник                      | Оценка          |
| ----------------------------- | --------------- |
| AllMusic                      | [ 1 ]           |
| The Buffalo News              | [ 2 ]           |
| Chicago Tribune               | [ 3 ]           |
| Encyclopedia of Popular Music | [ 4 ]           |
| Entertainment Weekly          | A               |
| Los Angeles Times             | [ 6 ]           |
| Q                             | [ 7 ]           |
| Rolling Stone                 | [ 8 ]           |
| The Rolling Stone Album Guide | [ 9 ]           |
| USA Today                     | [ 10 ]          |

Ten Summoner’s Tales (с англ. — «Десять баек Саммонера») — четвёртый студийный альбом британского рок-музыканта Стинга, вышедший в 1993 году. Название представляет собой комбинированной каламбур его фамилии — Самнер (англ. Sumner) — и персонажа The Summoner из произведения «Кентерберийские рассказы» Джеффри Чосера. На диске темы любви и морали исследуются в заметно более оптимистичном ключе по сравнению с его предшественником — интроспективным и меланхоличным The Soul Cages.
В 1993 году Ten Summoner’s Tales был номинирован на премию «Mercury Prize», год спустя он был выдвинут на пять наград «Грэмми» и завоевал три статуэтки в номинациях: «Лучший дизайн неклассического альбома», «Лучшее мужское вокальное поп-исполнение» («If I Ever Lose My Faith in You») и «Лучший музыкальный фильм». Однако лонгплей проиграл в категориях: «Альбом года» и «Запись года» («If I Ever Lose My Faith in You»).
Синглы «If I Ever Lose My Faith in You» и «Fields of Gold» стали хитами по обе стороны Атлантики и достигли 17 и 23 места соответственно в американском хит-параде Billboard Hot 100 (в Британии они добрались до 14-й и 16-й строчки соответственно).

## Об альбоме
Специально для альбома было снято музыкальное видео, включающее альтернативные выступления и концертные версии всех композиций пластинки. Съёмки проходили в Lake House, режиссёром проекта был Дуг Никол. Видео было выпущено совместно с альбомом и через год удостоилось премии «Грэмми» в номинации «Лучшее длинное музыкальное видео».
В 1998 году была выпущена переизданная версия диска, которая содержала бонус-видео «If I Ever Lose My Faith in You». Также это издание включало песню «Everybody Laughed But You», которая не вошла в оригинальную версию альбома, выпущенного на территории США и Канады в 1993 году, но появилась на британском, европейском, японском и ряде других изданий альбома, а также на стороне «Б» сингла «If I Ever Lose My Faith in You». Позже композиция «Everybody Laughed But You» была перезаписана с другим текстом и издана под названием «January Stars» на синглах «Seven Days» и «If I Ever Lose My Faith In You».
На обложке альбома Стинг изображен на фоне старинного замка Уордор в графстве Уилтшир (Англия) и лошади исландской породы по имени Hrímnir, которая принадлежала музыканту. Диск был записан в Lake House, графство Уилтшир, микширован в лондонской студии The Townhouse Studio, мастеринг производился на студии Masterdisk, Нью-Йорк.
Альтернативная версия композиции «It’s Probably Me», записанная вместе с Эриком Клэптоном, прозвучала в начальных титрах фильма «Смертельное оружие 3». Эта версия была выпущена в качестве сингла. В 1994 году песня «Shape Of My Heart» прозвучала в финальных титрах фильма «Леон», заменив произведение французского композитора Эрика Серра «The Experience of Love» (в итоге Серра использовал её для саундтрека к очередной серии бондианы «Золотой глаз» в 1995 году).

## Список композиций
Все песни написаны Стингом, за исключением отмеченных.
1. «If I Ever Lose My Faith in You» — 4:30
2. «Love Is Stronger Than Justice (The Munificent Seven)» — 5:11
3. «Fields of Gold» — 3:42
4. «Heavy Cloud No Rain» — 3:39
5. «She’s Too Good for Me» — 2:30
6. «Seven Days» — 4:40
7. «Saint Augustine in Hell» — 5:05
8. «It’s Probably Me» (Стинг, Эрик Клептон, Майкл Кэймен) — 4:57
9. «Everybody Laughed But You» — 3:53 (Не вошёл в оригинальное издание в Канаде и США)
10. «Shape of My Heart» (Стинг, Доминик Миллер) — 4:38
11. «Something the Boy Said» — 5:13
12. «Epilogue (Nothing 'Bout Me)» — 3:39

Бонус-диск французского издания
FIVE LIVE!
1. «All This Time»
2. «Roxanne»
3. «The Soul Cages»
4. «Walking On The Moon»
5. «Fortress Around Your Heart»

## Семплирование и кавер-версии

### Shape of My Heart
Мелодия композиции «Shape of My Heart» была использована в слегка изменённом виде рэпером Nas на его песне «The Message» из альбома It Was Written. В конце 1990-х и 2000-е года она часто семплировалась в R&B и хип-хоп песнях — возможно, вдохновением тому послужила версия, сделанная Nas’ом. Композиция была семплирована или интерпретирована в следующих песнях:
- «Take Him Back» — Monica, из альбома The Boy Is Mine (1998)
- «Release Me» — Blaque, из альбома Blaque (1999)
- «Never Let Go» — Хикару Утада, из альбома First Love (перезаписанная мелодия) (1999)
- «Emotional» — Carl Thomas, из альбома Emotional (2000)
- «Ways of the World» — Lil' Zane, из альбома Young World: The Future (2000)
- «Je Moest Waarschijnlijk Gaan» — Brainpower, исполнял на некоторых концертах в 2001 году
- «Rise & Fall» — Крейг Дэвид, из альбома Slicker Than Your Average (перезаписанная мелодия с новым текстом от Стинга, припев остался прежним) (2002)
- «Shape» — Sugababes, из альбома Angels with Dirty Faces (добавлен оригинальный текст из припева) (2002)
- «Ways to Avoid the Sun» — Rain (2003) (имеет аналогичную мелодию, которой, вероятно, была вдохновлена эта песня)
- «I Crave You» — Shontelle, из альбома Shontelligence (2008)
- «For My Soldiers» — Pastor Troy, из альбома Attitude Adjuster (содержит некоторые отрывки из припева песни) (2008)

### Fields of Gold
| Год  | Название песни   | Артист                      | Название альбома                  |
| ---- | ---------------- | --------------------------- | --------------------------------- |
| 1996 | «Fields of Gold» | Эва Кэссиди                 | Live at Blues Alley               |
| 1999 | «Fields of Gold» | Mary Black                  | Speaking with the Angel           |
| 2002 | «Fields of Gold» | CJ Crew                     | Dancemania Speed 9                |
| 2007 | «Fields of Gold» | Mary Wilson                 | Up Close: Live from San Francisco |
| 2008 | «Fields of Gold» | The Harper and The Minstrel | For aA Moment                     |
| 2010 | «Fields of Gold» | Celtic Woman                | Songs From the Heart              |

## Участники записи

### Музыканты
- Стинг: вокал, гитара, бас, клавишные[12]
- Доминик Миллер: гитара
- Винни Колаюта: ударные
- Дэвид Сэнчиус: клавишные
- Ларри Адлер: губная гармоника
- Брендан Пауер: губная гармоника
- Джон Барклей: труба
- Гай Баркер: труба
- Сиан Белл: виолончель
- Джеймс Бойд: альт
- Ричард Эдвардс: тромбон
- Саймон Фишер: скрипка
- Дэвид Фокс: рассказчик
- Пол Фрэнклин: педальная слайд-гитара
- Кэтрин Грили: скрипка
- Дэйв Хит: флейта
- Кэтрин Тикелл: нортумберлендская свирель, народная скрипка
- Марк Найтингэйл: тромбон
- Дэвид Сэнборн: саксофон

### Доп.персонал
- Стинг: продюсер
- Хью Пэдхам: продюсер, звукоинженер, микширование
- Пит Льюис: ассистент инженера
- Дэвид Тикл: мастеринг, микширование

## Чарты
| Чарт (1993)                       | Высшая позиция |
| --------------------------------- | -------------- |
| Australian ARIA Album Chart       | 9              |
| Austrian Albums Chart             | 1              |
| Canadian Albums Chart             | 3              |
| Dutch Albums Chart                | 5              |
| French SNEP Albums Chart          | 2              |
| German Media Control Albums Chart | 2              |
| Italian Albums Chart              | 1              |
| Japanese Albums Chart             | 4              |
| New Zealand Albums Chart          | 5              |
| Norwegian VG-lista Albums Chart   | 3              |
| Swedish Albums Chart              | 10             |
| Swiss Albums Chart                | 3              |
| UK Albums Chart                   | 2              |
| US Billboard 200                  | 2              |

| Чарт (1993)           | Позиция |
| --------------------- | ------- |
| Austrian Albums Chart | 25      |
| Canadian Albums Chart | 19      |
| French Albums Chart   | 18      |
| Italian Albums Chart  | 4       |
| Japanese Albums Chart | 101     |
| Swiss Albums Chart    | 28      |
| UK Albums Chart       | 17      |
| US Billboard 200      | 21      |

## Синглы
| Год  | Название                                               | Позиция    | Позиция          | Позиция |
| Год  | Название                                               | US Hot 100 | UK Singles Chart |         |
| 1993 | «If I Ever Lose My Faith in You»                       | 17         | 14               |         |
| 1993 | «Seven Days»                                           | -          | 25               |         |
| 1993 | «Fields of Gold»                                       | 23         | 16               |         |
| 1993 | «Shape of My Heart»                                    | -          | 57               |         |
| 1993 | «Love is Stronger Than Justice (The Munificent Seven)» | -          | -                |         |
| 1994 | «Nothing 'Bout Me»                                     | 57         | 32               |         |

## Сертификации
| Регион                                                      | Сертификация  | Продажи    |
| ----------------------------------------------------------- | ------------- | ---------- |
| Австралия (ARIA)                                            | Платиновый    | 70 000^    |
| Канада (Music Canada)                                       | Платиновый    | 100 000^   |
| Финляндия (Musiikkituottajat)                               | Золотой       | 28,537     |
| Франция (SNEP)                                              | 2× Золотой    | 350,000    |
| Германия (BVMI)                                             | Золотой       | 250 000^   |
| Италия (FIMI)                                               | Платиновый    | 300,000*   |
| Япония (RIAJ)                                               | Золотой       | 178,870    |
| Нидерланды (NVPI)                                           | Золотой       | 50 000^    |
| Испания (PROMUSICAE)                                        | Платиновый    | 100 000^   |
| Швейцария (IFPI Switzerland)                                | Платиновый    | 50 000^    |
| Великобритания (BPI)                                        | 2× Платиновый | 600 000^   |
| США (RIAA)                                                  | 3× Платиновый | 3 000 000^ |
| ^ Данные о тиражах приведены только на основе сертификации. |               |            |